# Hecatonema primarium
Espèce
Hecatonema primarium est une espèce d'algues brunes de la famille des Chordariaceae selon AlgaeBase (31 oct. 2012), Catalogue of Life (31 oct. 2012), NCBI (31 oct. 2012) et World Register of Marine Species (31 oct. 2012), ou bien de la famille des Myrionemataceae selon ITIS (31 oct. 2012). 